# Federal (album)
Federal är det första studioalbumet av rapparen E-40. Det släpptes 28 juni 1993 av Jive Records.
Originalversionen (1993)
1. Drought Season
2. Rat Heads
3. Federal
4. Outsmart The Po Po's
5. Hide 'n' Seek
6. Carlos Rossi
7. Tanji II
8. Let Him Have It
9. Questions
10. Extra Manish
11. Get Em Up
12. Nuttin Ass Nigga
13. Rasta Funky Style
14. Shouts Out

Nytryckning (1994)
1. Drought Season
2. Rat Heads
3. Federal
4. Outsmart The Po Po's
5. Hide 'n' Seek
6. Let Him Have It
7. Questions
8. Extra Manish
9. Carlos Rossi
10. Nuttin' Ass Nigga
11. Shouts Out